# Syngamia ampliatalis
Syngamia ampliatalis là một loài bướm đêm trong họ Crambidae.